# Aeroportul Mabaruma
Aeroportul Mabaruma (IATA: USI, ICAO: SYMB) este un aeroport din Barima-Waini, Guyana ce deservește zona Mabaruma⁠(d). A fost numit după zona deservită.
Situat la o altitudine de 31 m, aeroportul dispune de o singură pistă.